# Humps Island
Humps Island (von englisch hump ‚Buckel, Höcker‘ in der Pluralform, in Argentinien gleichbedeutend Islote Giboso) ist eine 800 m lange Insel im Erebus-und-Terror-Golf des antarktischen Weddell-Meers. Sie liegt 6 km östlich der Halbinsel The Naze im Norden der James-Ross-Insel zwischen letzterer und der nördlich gelegenen Vega-Insel südlich des nördlichen Ausläufers der Antarktischen Halbinsel.
Teilnehmer der Schwedischen Antarktisexpedition (1901–1903) unter der Leitung Otto Nordenskjölds entdeckten sie. Der Falkland Islands Dependencies Survey nahm 1945 Vermessungen der Insel vor. Das UK Antarctic Place-Names Committee benannte sie 1948. Namensgebend für die deskriptive Benennung sind die beiden Berggipfel an ihrem westlichen Ende, die an Höcker eines Trampeltiers erinnern. Während in Argentinien der Name als Islote Giboso vollständig ins Spanische überführt wurde, ist die Insel in Chile als Islote Humps geläufig.